# گروه مالی میتسوبیشی یواف‌جی
گروه مالی میتسوبیشی یواف‌جِی (به ژاپنی: 株式会社三菱UFJフィナンシャル・グループ) شرکت خدمات مالی و بانکداری ژاپنی است، که در زمینه ارائه خدمات بانکداری خرد، بانکداری شرکتی، بانکداری سرمایه‌گذاری و بانکداری اختصاصی، همچنین عرضه انواع وام و ارائه خدمات کارت‌های اعتباری، فعالیت می‌کند. این گروه بازوی مالی شرکت میتسوبیشی است و هم‌اکنون یکی از ارکان اصلی این شرکت محسوب می‌شود.
گروه مالی میتسوبیشی یواف‌جی در سال ۲۰۰۵ از ادغام گروه مالی توکیو میتسوبیشی (دومین بانک بزرگ ژاپن) و شرکت یواف‌جی هلدینگ (چهارمین بانک ژاپن، مستقر در شهر اوساکا) تأسیس شد و هم‌اکنون با دارایی بیش از ۳٫۲ تریلیون دلار آمریکا، به‌عنوان بزرگ‌ترین مؤسسه مالی کشور ژاپن شناخته می‌شود. این گروه همچنین با سرمایه در گردشی معادل ۱٫۷ تریلیون دلار، پس از سیتی گروپ، دومین شرکت خدمات مالی جهان به‌شمار می‌آید.
دفتر مرکزی این شرکت در شهر چیودا، توکیو، ژاپن قرار دارد و بخشی از سهام آن در بازار بورس نیویورک و بورس توکیو معامله می‌شود، همچنین جزئی از شاخص نیکی ۲۲۵ محسوب می‌شود.